# Boussières-sur-Sambre
Boussières-sur-Sambre là một xã ở tỉnh Nord trong vùng Hauts-de-France, Pháp.